# Banque d'État de Malaisie
Pour la banque commerciale indonésienne, voir Bank Negara Indonesia.
La Banque d'État de Malaisie (en malaisien : Bank Negara Malaysia) est la banque centrale malaisienne. Elle a été créée le 26 janvier 1959 par l'Ordonnance sur la Banque Centrale Malaisienne de 1958.

## Histoire
En 1985, à la suite de la réunion des ministres des Finances du G5 à New York, le dollar américain s'est effondré, entraînant d'importantes pertes dans les réserves en dollars de la Banque centrale. Celle-ci a réagi en lançant un programme de spéculation agressive pour compenser ces pertes. Jaffar Hussein, alors gouverneur de la Banque centrale, a qualifié cette stratégie de « trading honnête » dans un discours prononcé à New Delhi en décembre 1988.
En 1998, la Banque centrale a indexé le ringgit à 3,80 RM sur le dollar américain après la dépréciation substantielle du ringgit pendant la crise financière asiatique de 1997.
En juillet 2005, la banque centrale a abandonné le régime de change fixe au profit d'un système de taux de change flottant encadré, une heure après que la Chine a fait flotter sa propre monnaie. Cela a entraîné une fuite de capitaux de plus de 10 milliards de dollars américains, probablement due au rapatriement de fonds spéculatifs entrés dans le pays en prévision de l'abandon de l'ancrage : les réserves de change de la Banque centrale ont augmenté de 24 milliards de dollars entre juillet 2004 et juillet 2005. Durant cette période, l'opinion générale était que le ringgit était sous-évalué et que si l'ancrage était supprimé, le ringgit s'apprécierait.

### Projet Nexus
Le 30 juin 2024, la Banque des règlements internationaux (BRI) a signé un accord avec la Banque centrale de Malaisie, la Banque de Thaïlande, la Banque centrale des Philippines, l'Autorité monétaire de Singapour et la Banque de réserve de l'Inde en tant que membre fondateur du Projet Nexus, une initiative internationale multilatérale visant à faciliter les paiements transfrontaliers de détail. La Banque d'Indonésie y a participé en tant qu'observateur spécial. La plateforme, dont la mise en service est prévue d'ici 2026, permettra de relier les systèmes de paiement rapide nationaux des pays membres.

## Missions
Ses missions sont les suivants:
- Émettre la monnaie malaisienne et veiller sur ses réserves pour garantir la valeur de la monnaie
- Assurer les fonctions de banquier et conseiller financier du gouvernement malaisien
- Promouvoir la stabilité monétaire et la bonne santé de la structure financière du pays
- Promouvoir la fiabilité, l'efficacité et la bonne marche des systèmes de paiements et de règlements nationaux et s'assurer que la politique des systèmes de paiements et règlements nationaux soit favorable à la Malaisie, etc.
- Influencer une situation créditeur à l'avantage du pays

Bank Negara Malaysia est régie par le principe qu'elle agit pour le meilleur intérêt de la nation malaisienne, sans considération de profit pour elle-même.

## Structure
La banque centrale est dirigée par un Conseil d'Administration (Board of Directors) qui est constitué de 9 membres:
- le Gouverneur
- les trois Vice-Gouverneurs
- le Secrétaire général à la Trésorerie
- les quatre autres directeurs sont nommés en fonction de leur statut et leur expérience dans le monde des finances.

Le Gouverneur est à la tête de l'institution. Conformément au paragraphe 9 (1) de l'Ordonnance sur la Banque Centrale Malaisienne de 1958, il est nommé par Sa Majesté Yang Di Pertuan Agong (Le Souverain de Malaisie). Depuis la création de Bank Negara Malaysia, sept gouverneurs se sont succédé. Depuis mai 2000, le Gouverneur est (Madame) Tan Sri Dato' Sri Dr. Zeti Akhtar Aziz. Le Secrétaire Général à la Trésorerie ainsi que les quatre autres directeurs sont eux aussi nommés par Sa Majesté Yang Di Pertuan Agong. Les trois Vice-Gouverneurs sont quant à eux nommés par le Ministre des Finances pour une période de trois ans renouvelable. Le Gouverneur préside au Conseil d'Administration, assurant la fonction de Chairman. En cas d'absence, il peut être remplacé par un des Vice-Gouverneurs. Le Conseil d'Administration a l'obligation de se réunir au moins une fois par mois. 
Bank Negara Malaysia est composée de sept divisions, chacune étant dirigée par un Assistant Gouverneur et trente-deux départements.
Les bureaux principaux de Bank Negara Malaysia sont situés à Kuala Lumpur, la capitale économique de la Malaisie. L'Institution comporte six autres bureaux en Malaisie, dans les États de Johor, Penang, Sabah, Sarawak, Selangor (centre de production et distribution de la monnaie locale) et Terengganu.
Il existe de plus deux bureaux de représentation à l'étranger, à Londres (Angleterre) et New-York (États-Unis).

## Législation financière
Afin d'atteindre les objectifs qui lui sont fixés, en termes de régulation et supervision du système financier malaisien, Bank Negara Malaysia jouit d'un pouvoir légal, que lui confèrent plusieurs textes de loi.
- Central Bank of Malaysia Act 1958 (Revised 1994)

Loi sur la création, l'administration, les pouvoirs et devoirs d'une Banque centrale Malaisienne
- Banking and Financial Institutions Act 1989 (BAFIA)

Loi encadrant les activités des acteurs du secteur financier, notamment les banques et les organismes de crédits.
- Exchange Control Act 1953

Loi conférant les pouvoirs et les devoirs en relation avec l'or, la monnaie, les paiements, les sécurités, les dettes, l'importation, l'exportation, le transfert et l'établissement de la propriété ainsi que tout ce qui y est attachée.
- Islamic Banking Act 1983

Loi encadrant le secteur des banques islamiques
- Insurance Act 1996

Loi encadrant le secteur des assurances et du conseil financier
- Takaful Act 1984

Loi encadrant le secteur Takaful
- Development Financial Institutions Act 2002 (Act 618)

Loi encadrant les activités des institutions financières de développement pour permettre leur développement, leur efficacité et respect des politiques et orientations financières du gouvernement.
- Anti-Money Laundering and Anti-Terrorism Financing Act 2001 (Act 613)

Loi sur la lutte contre le blanchiment d'argent et le financement du terrorisme
- Payment Systems Act 2003 (Act 627)

Loi sur la règlementation et la supervision des systèmes et instruments de payement
- Money-Changing Act 1998 (Act 577)

Loi encadrant le secteur de change de devises